# Margrethe Renstrøm
Margrethe Renstrøm (Søgne, 21 marzo 1985) è una lunghista norvegese.

## Palmares
| Anno | Manifestazione | Sede       | Evento         | Risultato | Prestazione | Note |
| ---- | -------------- | ---------- | -------------- | --------- | ----------- | ---- |
| 2009 | Mondiali       | Berlino    | Salto in lungo | 23ª (q)   | 6,31 m      |      |
| 2010 | Europei        | Barcellona | Salto in lungo | 11ª (q)   | 6,18 m      |      |
| 2012 | Europei        | Helsinki   | Salto in lungo | Bronzo    | 6,67 m      |      |